# 2011年問題 (日本のテレビジョン放送)
2011年問題（2011ねんもんだい）では、日本のテレビジョン放送における2011年の地上アナログテレビジョン放送の放送終了ならびに2003年12月から開始されていた地上デジタルテレビジョン放送への完全移行に関する事項、またそれに伴い生じた問題について述べる。

## 完全移行前後の問題

### 受信可能距離の問題
デジタル放送は、その伝送誤りの処理能力内なら障害のない（または少ない）受信が可能だが、誤り訂正能力を超えた伝送誤りが発生すると、ベリノイズが現れたり全く受信できなくなる。これは系列局が少なく遠距離受信をしている地域にとっては大きな問題となった。
災害の際にも、アナログ放送ならば、災害などで地元の放送局に障害が生じても、他県の放送をゴーストが生じたり色がつかなかったりする状態で、何とか受信して災害情報を得られる可能性があるが、デジタル放送では、その可能性は無くなる。このことが、アナログラジオ放送を廃止しない理由の1つであった。

### 受信機器の供給不足
2011年6月ごろから高利得UHFアンテナや廉価帯のデジタルテレビ、地上デジタルチューナーの注文が家電量販店やディスカウント店に殺到し深刻な供給不足に陥った。チューナーについてはBSデジタル・110度CS放送対応の比較的高額なもの（実売価格で10,000円以上するもの）は比較的在庫が残ったが、地上デジタル波専用の安価なものは店頭から姿を消し通販でも2ヶ月待ちという状態が続いていた。
アンテナについては従来地方局を受信するために上げていたアナログ用UHFアンテナでも理論上、チューナーのみ交換、必要であればアンテナ調整やブースターの追加設置で受信可能であるが地上デジタル用と称された高額な高利得アンテナを購入させられる事象が相次いだ。同様に古い家屋などで3C-2Vなどの細い同軸ケーブルや300Ωフィーダー線が屋内配線に使用されている場合、BSやCSを混合せず、経年劣化や損傷がなければ、理論上はチューナーが必要な電界強度を得られていればまったく問題ないが高額な工事費を払って再工事をしてしまう例が多かった。これは、変調方式と電波の受信・有線搬送に直接の関係はないとする電波の基本理論が末端ユーザーに周知されていないために発生した。
自力では買い換えが困難な低所得者世帯などには、デジタル放送へのスムーズな移行を促す目的で、地上デジタルチューナーが無料配布された。
「地上アナログテレビジョン放送終了=テレビが（全く）見られなくなる」と曲解し、誤解させる詐欺事件も起こっている。

### 一部ケーブルテレビの廃局
老朽化した送信設備を地上デジタル対応に改修する費用が高額になることから、最終的に廃止されるケーブルテレビ局があった。
- 北海道池田町直営の池田町有線テレビ - 2011年3月31日をもって廃止[2]。
- 岩手県盛岡市直営のテレビ都南（盛岡市有線テレビジョン放送施設） - 2011年7月24日をもって廃止[3][4][注 3]。

### 地上アナログ放送との混信
視聴者が使用しているブースターが多くのチャンネルを増幅する性能が十分でない場合、地上デジタル放送の試験放送開始と共にUHF帯域のチャンネル数が増えるためにUHF帯域の地上アナログ放送にスノーノイズが現れることがあった。この障害が現れると、地上デジタル放送への対応には多くの場合ブースターの調整または交換が必要であった。
これが現れた場合は社団法人電波産業会受信対策センターに相談する様に呼び掛けられていた（地上デジタル放送へのフィルターを取り付け、地上アナログ放送に障害が出ない様にするという）。

### 共聴設備更新費用の問題
こう言った問題は、集合住宅において共聴設備により受信している場合、更に複雑な問題をもたらしていた。
高層建造物等によって周辺にテレビ受信障害（電波障害）が発生した場合、建造物の設置者が費用を負担してケーブルテレビへの加入や共聴設備を設置することで対応する場合がある。
しかし、古くに設置された共聴設備の大半は地上デジタル放送を想定しておらず、視聴するには改修工事が必要であった。ところが、地上デジタル放送の開始が告知されていなかった時代の建築物の場合は、その分の改修費まで補償する法的義務はないと建築者や建物の管理者が主張することがある。従ってデジタル放送が受信できない場合、そのテレビの所有者が実費で対処を検討する必要があった。なお、地上デジタルを所管する総務省はこの様な場合、協議を推奨している。

### アナアナ変換
地上デジタルテレビジョン放送は、地上アナログテレビジョン放送に使われているUHF帯の一部（原則13 - 52ch）をそのまま用いて放送される。このため、デジタル放送に使用する送信周波数（物理チャンネル）を確保するため、一部地域ではデジタル放送と同一チャンネルとなるアナログ中継放送局のチャンネル（周波数）を変更する事が必要になった。この様なアナログ放送チャンネルの変更・移動を一般に「アナアナ変換」（アナログ－アナログ変換を短縮したもの。別名「アナ変」）と呼んでいる。なお、後述のデジアナ変換とは無関係である。
沿革
- 2003年2月9日 - 関東・近畿・東海地方とその周辺の一部地域で実施を開始。
- 2005年1月頃 - ほとんどの地方局の中継局で実施を開始。
- 2007年3月30日 - 愛媛県の長浜出海中継局（NHK松山総合のみ）を最後に予定されていた全てのアナアナ変換を終了。

## アナログ放送終了へ

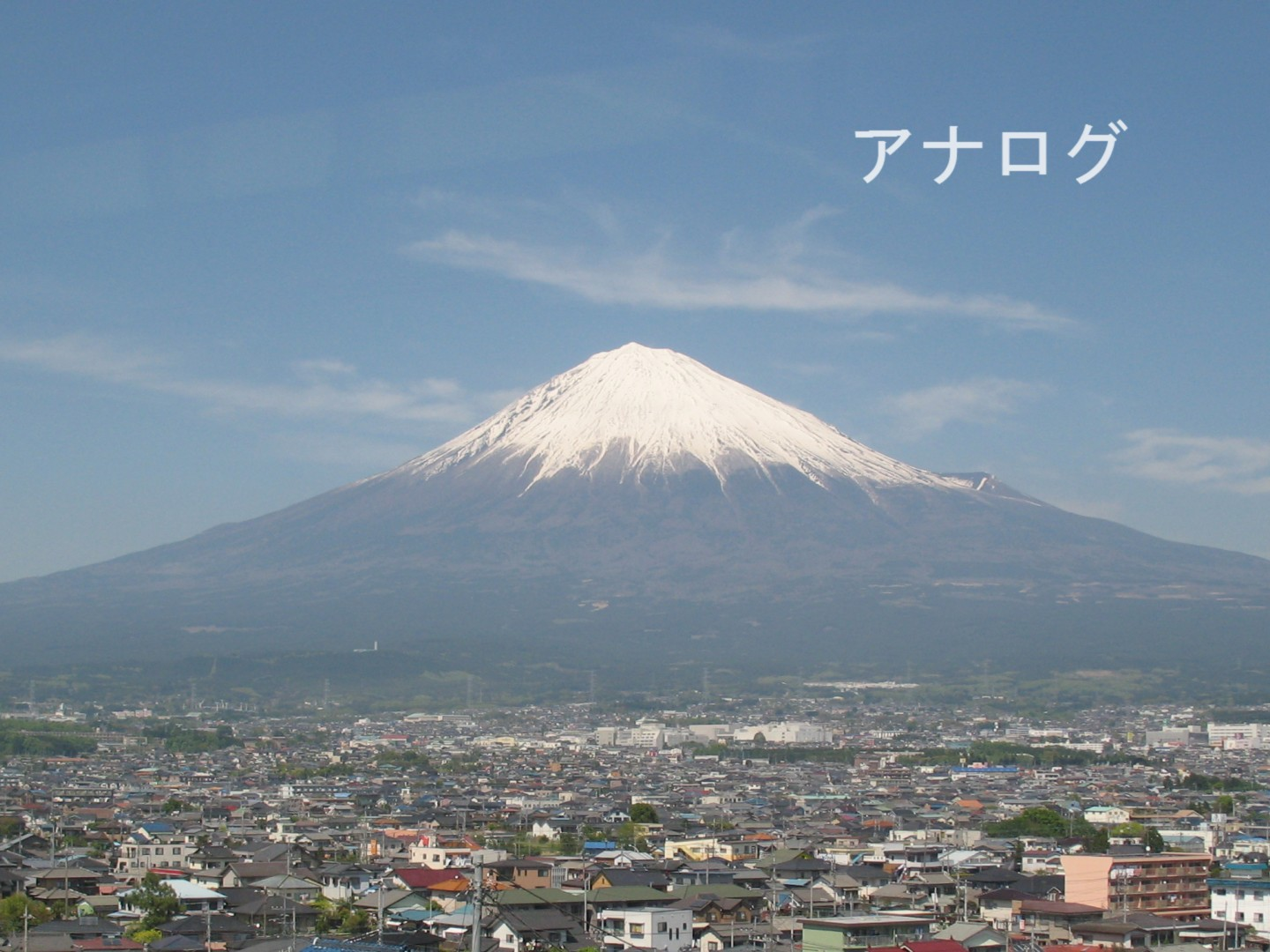
2008年7月24日から実施されていた地上波アナログ放送終了告知マーク（イメージ。NHKで使用されているものとは異なっていた）

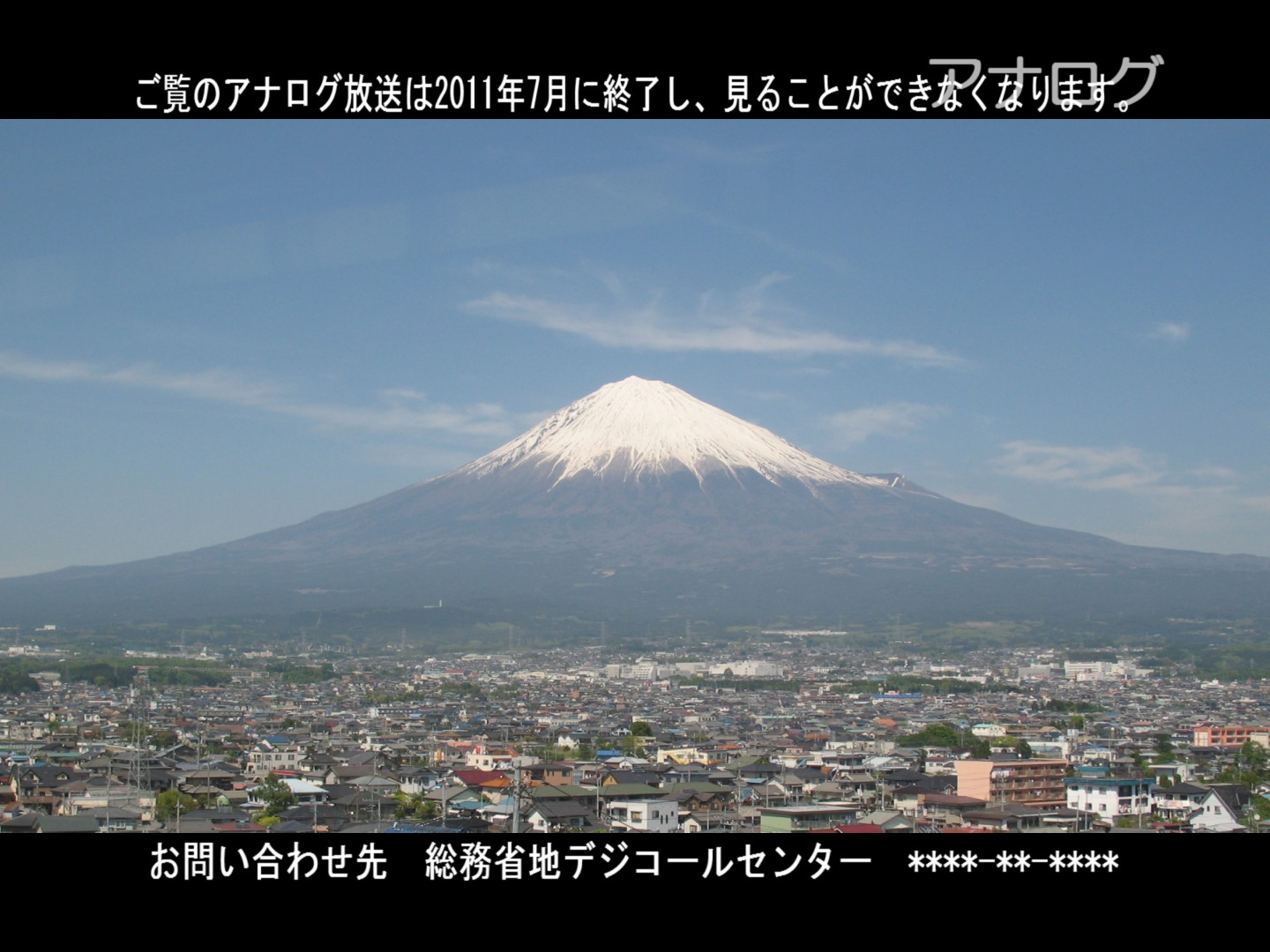
2009年7月から始まり、2010年7月5日から完全実施されていた地上波アナログ放送におけるレターボックス放送（イメージ。この写真の様な字幕は当初は番組開始当初のみだったが、同年9月6日から段階を追って常時表示に変更された。本文の説明を参照）

アナログ放送とデジタル放送の区別がつかない視聴者もいるため、停波になった時に多少の混乱が起こることも懸念されていた。そのため、2008年7月24日からアナログ放送終了に備えた措置を実施した。全国地上デジタル放送推進協議会のアナログ放送終了計画では、この措置を当初は4ステップに分け、その後5ステップに分けるとした。
- 【第1ステップ】（2008 - 2009年）：アナログ放送終了とデジタル移行の啓発運動開始。啓発字幕・画面放送、「アナログ」のウォーターマークの常時表示。
- 【第2ステップ】（2009年）：段階を追った部分的なレターボックス16:9サイズでの放送開始。
- 【第3ステップ】（2010年）：レターボックス16:9サイズでの放送強化→CMを除く全番組のレターボックス16:9化完了
- 【第4ステップ】（2010年 - 2011年）：アナログ放送終了啓発字幕の常時表示開始（ロールテロップ、フェイドイン・アウト、カットイン・アウトなど）[注 5]。
- 【第5ステップ】（2011年7月24日〈東日本大震災の被災3県[注 6]は2012年3月31日に延期〉）：アナログ放送完全終了→デジタル放送完全移行

なお、以下の措置においては視覚障害者に対する配慮を行うとされている。

### 地上波アナログ停波の時系列
2008年
- 7月24日 - 【第1ステップ】アナログ放送終了の告知画面・告知スーパーの放送を開始。アナログ放送の画面に「アナログ」ロゴマークの表示を開始。アナログ放送終了告知を強化[注 7]。
- 10月1日 - 総務省テレビ受信者支援センターが全国11か所に開設。

2009年
- 1月12日 - 【第1ステップ】全民放で画面右上の「アナログ」表示が基本的にCM中を除き常時表示される様になった（一部を除く。放送大学学園は「アナログ」の左側にロゴマークも表示されていた）。
- 2月2日 - 総務省テレビ受信者支援センターが新たに全国40か所に開設され、51か所になる。愛称も「デジサポ」となった。
- 4月6日 - 総務省は「アナログ放送終了リハーサル」と呼ぶアナログ停波を行った場合、その地域のアナログ放送視聴者にどの様な問題が発生するかを観察・抽出するため、公募の結果、石川県珠洲市を選んだ。これにより、国として全国的に必要な対策・措置を検討・実施。なお、他の地方自治体からリハーサルへの参加も引き続き募集していた[10][11]。
- 7月 - 【第2ステップ】各局でアナログ放送の一部の番組をレターボックス放送に変更（その後、段階的に拡大）。番組部分のサイズを16:9とした上で上下の余った部分（比率にして各1.5ずつ）に黒帯を入れた。告知テロップの表示回数も増加。
- 9月3日 - 総務省テレビ受信者支援センターは珠洲市での「アナログ放送終了リハーサル」で使用する5,000 - 8,000台の簡易チューナーを珠洲市役所に納入する事業者を公募し、同年11月30日を最終納入日とした[12]。
- 9月15日 - 「総務省地デジチューナー支援実施センター」がNHK受信料全額免除の生活保護受給世帯へ無償支給する簡易チューナーの申し込みを郵送で受け付け開始[13]。

2010年
- 1月22日正午 - 珠洲市と能登町の一部（計約7,000世帯）に対して、リハーサルとしてアナログ停波が24日正午まで48時間行われた。
- 2月22日 - 衛星放送によるNHK及び民放キー局による地上波番組の試験放送開始。
- 3月11日 - 衛星放送によるNHK及び民放キー局による地上波番組の「地デジ難視対策衛星放送」開始（BS291 - 298）。受信には申し込みが必要。
- 3月29日 - 【第3ステップ】NHK全局が新年度編成開始に合わせてアナログ放送における大半の番組をレターボックス放送に変更[要出典]。
- 7月4日 - この日の17時59分から1分間、初の『全国一斉地デジ化テスト』を放送大学学園を除くすべての地上波放送局で同時放送。以降定期的に実施。
- 7月5日
  - 【第3ステップ】放送大学学園を除く全局がアナログ放送の全番組[注 8]をレターボックス放送に変更[14]。
- 7月24日
  - 【第3ステップ】放送大学学園がアナログ放送の全番組をレターボックス放送に変更。
  - 全国で「地デジカ大作戦」と名乗るパレードを開催。
  - 正午 - 珠洲市と能登町の一部（計約8,800世帯）に対してリハーサルとしてアナログ放送を全国に先駆けて1年早く終了[15]。
- 9月6日 - 【第4ステップ】関東広域圏（域内の都県域局を除く）・山梨県・中京広域圏・近畿広域圏（域内の府県域局を除く）の民放局において終了告知テロップの常時表示を先行開始[要出典]。
- 9月13日 - 【第4ステップ】大分県・沖縄県の民放局において終了告知テロップの常時表示を先行開始。
- 9月27日　
  - NHKとフジテレビ(FNN)のニュース番組テロップが16:9画面対応に。
  - 【第4ステップ】TOKYO MX(MX)とテレビ大阪(TVO)において終了告知テロップの常時表示を先行開始。
- 年末年始も「デジサポ」が営業しているため、局によっては2行表示（1段目「総務省地デジコールセンター（電話番号略）」、2段目「平日9時 - 21時、土曜・日曜・祝日と年末年始の12月29日 - 1月3日9時 - 18時」と表示）が行われていた。

2011年
- 1月24日
  - 長崎県対馬市において厳原中継局を除く市内全中継局の在長崎局地上アナログテレビ放送を他地区より半年早く完全終了（当該地区は全世帯がCATVに加入しており、視聴不可となる世帯はない）。
  - デジタル完全移行半年を機にNHKのアナログ放送終了告知の字幕表示をこれまでのデジサポ営業時間のみだったのを、営業時間外も含めて終日表示に変更（NHKのアナログBS1・BS2も同日より同様の措置となる）。
  - この日以降、毎月24日の前後約1週間を「アナログTV終了告知強化期間」として全国のNHK・民放各局において早期地デジ化を促す番組・コーナー・CMを随時放送（ラテ兼営局では併設ラジオの番組・CMでも早期地デジ化を呼び掛け）。
- 2月1日 - 民放各局の全番組（多くは冒頭）でメガホンを持った「地デジカ」が「7月アナログ放送終了」「地デジの準備はお早めに」と呼びかけるアニメーションの挿入、及びグレーバックで「7月アナログ放送終了」「地デジの準備はお早めに」と呼び掛けるテロップの挿入を開始（デジタル・アナログ両方で画面右上に表示）[要出典]。
- 3月11日 - 東日本大震災の影響でアナログ放送終了のお知らせを自粛（ - 4月24日）。
- 3月17日 - 東北地方太平洋沖地震後の東京電力の計画停電で山梨県・静岡両県の一部と関東地方の自家発電設備を持たない小規模なアナログ放送中継局の送信が停止するとされた[16]。
- 4月20日 - 総務省は「東日本大震災による甚大な津波被害を受けた岩手・宮城・福島3県におけるアナログテレビ停波を最長で1年間延期する」と発表（岩手・宮城・福島以外の都道府県とBSは予定通り7月24日をもってアナログテレビ停波）[注 9]。
- 4月25日 - アナログ放送終了のお知らせを再開。同時に終了告知テロップの表示方法も若干変更される。また、呼び掛けテロップの挿入もテレビ東京系列以外の各局で中止される（テレビ東京系列は6月30日まで継続）。
- 7月1日
  - アナログ画面において画面左下に「アナログ放送終了まであと○○日」というカウントダウン表示を開始（NHKと民放でスタイルが異なる。岩手県・宮城県・福島県の各局と放送大学学園は除く）。スポットCM内でデジタル受信の準備を促進するお知らせ画面を随時表示。表示形式は延期されていた岩手・宮城・福島3県でも2012年3月12日から31日の間、同じフォーマットが使用された。また、一部民放のニュース番組などでは期間中のみではあるが、タイトルバックがカウントダウン表示を避けるような配置になっていた。
  - Dpa（デジタル放送推進協会）によりこの日から、JR山手線で地デジ化周知活動として「山手線デジタルトレイン」の運行が開始された。

- 7月5日 - （東日本大震災津波被災県の）岩手・宮城・福島3県におけるアナログTV放送終了期日が「2012年3月31日」に正式決定。
- 7月18日 -　この日より「地デジコールセンター」の営業時間を地デジ完全移行を前提として平日・週末・祝日を通して毎日24時間体制に変更。これに伴い、一部局で表示していた地デジコールセンターの営業時間（平日9:00-21:00、土・日・祝日9:00-18:00）が消去される[17]。
- 7月21日 - 【第5ステップ】放送大学学園が平成23年度の第1学期授業期間が終了するこの日をもってアナログ放送における通常番組を終了（ただし、翌日から24日までは集中講義期間となるため22日からも放送はあった）。
- 7月23日 - 同日0時（22日24時）を期して、左下にあるアナログ終了表示が「あと○日」から「あす正午 アナログ放送終了」（NHKは「あす正午 アナログ放送の番組は 終了します」）に変更された。
  - この日を以て（新聞及びTVガイドの）ラテ欄へのGコード掲載が終了（岩手・宮城・福島3県で発行されているものも含む）。

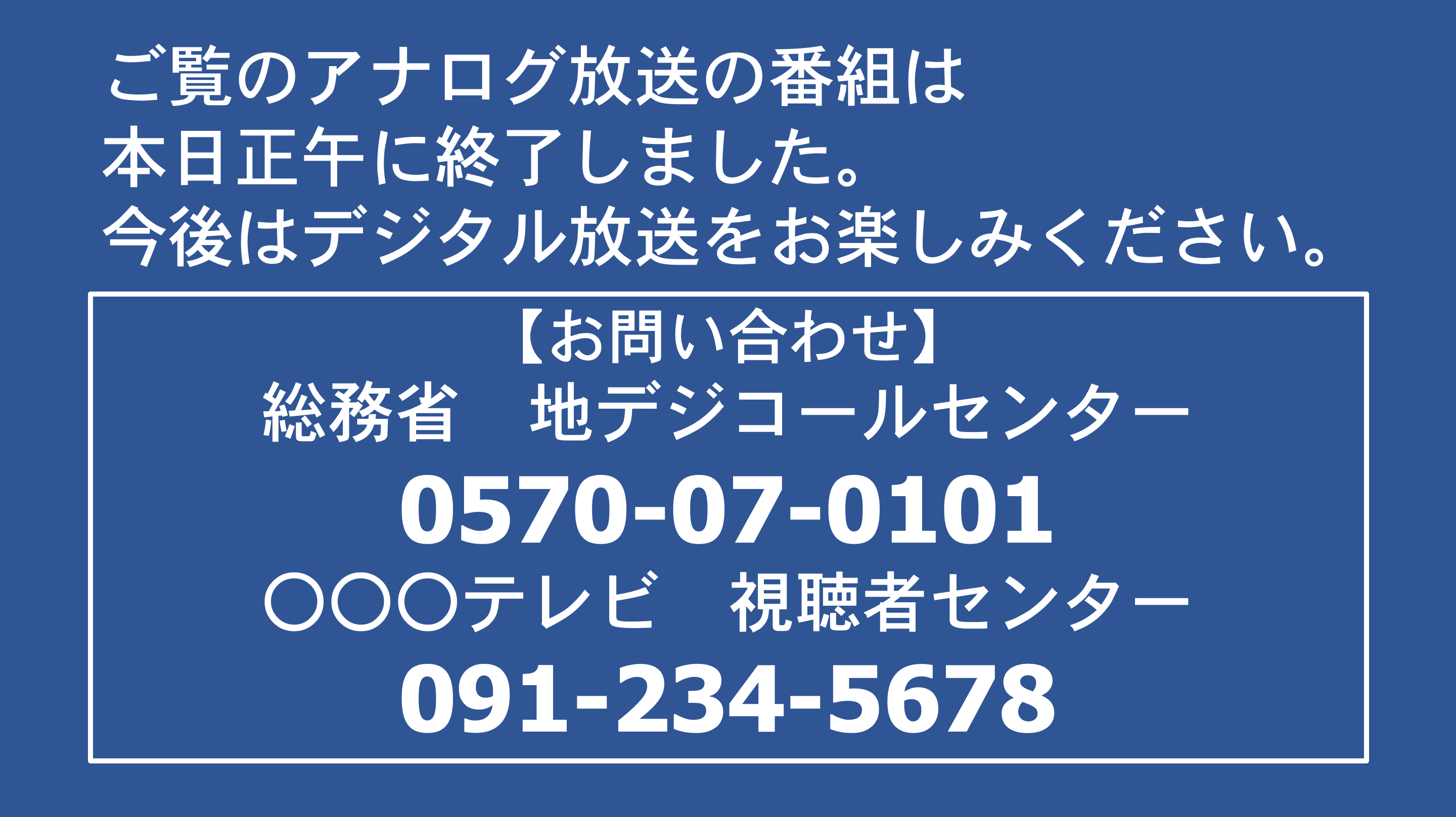
アナログ放送終了告知画面。深夜の停波まで表示された。なお、局により表示が異なる。

- 7月24日 - アナログ放送の停波（期限）日。同日0時（23日24時）を期して、左下にあるアナログ終了表示が「あす正午〜」から「きょう正午 アナログ放送終了」（NHKは「きょう正午 アナログ放送の番組 終了します」）に変更された。
  - 当初、停波の時間については混乱を避けコールセンターへの問い合わせに対応できる様にするため、同日正午とすることが2009年4月23日に総務省内での会議で決められた[18][19]。ただし、技術的に困難な場合は放送事業者個々の判断で同日24時00分まで停波を延長できる[20]こととなった。しかし、実際は全ての局が正午に番組を終了（または番組途中で中断）し、アナログ放送終了告知画面を表示した後、24時までに完全停波した。
- 7月25日 - この日より岩手・宮城・福島3県の地上波テレビ局においてアナログ画面は（これまでCM中のみ4:3SDフル画面だったのが）CM中でも完全強制レターボックス化された（4:3画面で制作されたCMは上下のみならず左右にも黒帯が入る超額縁画面）。同時にアナログ放送終了告知テロップはCM中でも常時表示に切り替え、NHK以外はアナログ画面でもチャンネルロゴ表示表示開始。事実上のデジアナ変換によるアナログ放送になっている。岩手・宮城・福島3県以外の民放テレビ局とNHK、BSはアナログテレビ放送が完全停波された。
- 9月22日 - この日東北総合通信局及び岩手・宮城・福島3県所在局の関係者が出席しての「地デジ化会議」が仙台市内で開かれ、「岩手・宮城・福島3県における地上アナログ放送終了期日を"2012年3月31日"とする」ことが正式決定。当日（2012年3月31日）は正午を以てアナログ放送の通常番組を終えて「アナログ放送終了告知画面」に切り替え、その後同日24時（翌4月1日の0時）を以てアナログを完全停波とする形とし岩手・宮城・福島3県における地デジ化を当初の予定通り（2012年3月31日を以て）完了させる旨が議決された。
- 12月1日 - アナログ終了が延期された岩手・宮城・福島3県の全テレビ局で、地デジ周知広報テレビ番組等が放送された[21]。なお、アナログ終了100日前となる12月22日にも同様の番組が放送された[22]。

2012年
- 2月22日 - 在盛民放TV4局（IBC・TVI・MIT・IAT）関係者を集めての「岩手県地デジ化会議」がIBC岩手放送本社にて行われ、3月末にかけて急増が予想される地デジに関する電話相談対応方法等を確認。
- 2月24日 - この日の業務終了を以ってデジサポのリストラを断行。リパック未完了及び難視聴エリアが残る県を除いては原則としてブロック単位に集約し、残ったブロック拠点を改称[23]。
  - 北海道（道央←道南、道北、道東）
  - 東北（宮城←青森、秋田、岩手、山形。福島は福島事業所が担当）
  - 関東甲信越（東京中央←東京西、栃木、群馬、茨城、埼玉、千葉、神奈川、新潟[注 10]、長野、山梨）
  - 東海・北陸（愛知←静岡、三重、岐阜、富山、石川、福井）
  - 近畿（大阪←京都、滋賀、奈良、和歌山、兵庫）
  - 中国（広島←鳥取、岡山、島根、山口。岡山・香川両県は民放が同一エリアだが、デジサポはブロック別に）
  - 四国（愛媛←香川、高知。同上）
  - 九州・沖縄（福岡←佐賀、大分、熊本、宮崎、鹿児島、沖縄。長崎は長崎事業所が担当）
  - 福島・長崎の2県はブロック拠点に統合されなかった[注 11]。
- 2月29日 - 『アナログTV放送終了1ヶ月前特番“岩手・宮城・福島のチカラ”』を13:00からの1時間、岩手・宮城・福島3県の民放AM局（IBC・TBC・RFC）で同時生放送。
- 3月12日 - 岩手・宮城・福島3県の地上波局において「アナログ放送終了まであと○○日」と書かれたカウントダウン表示を開始。表示形式は2011年7月1日から24日の間に岩手・宮城・福島3県を除いた地域で行っていたものと同じフォーマットを使用された。
- 3月30日 - 同日0時（29日24時）を期して、左下にあるアナログ終了表示が「あと○日」から「あす正午 アナログ放送終了」（NHKは「あす正午 アナログ放送の番組は 終了します」）に変更された。
- 3月31日 - アナログTV放送終了直前特番『東北3県さようならアナログ、もっとデジタル!』を岩手・宮城・福島3県のNHK総合（NHK盛岡・NHK仙台・NHK福島）において11:00～11:54まで同時生放送し、正午を以て（東日本大震災で甚大な津波被害を受けた）岩手・宮城・福島の3県が地上アナログ放送終了（正午を以てアナログTVにおける通常番組放送は一斉終了し、その後「アナログTV放送終了のお知らせ」画面へ一斉切替=NHK総合・TBCのみ「アナログ放送における通常番組終了予告」画面[注 12]を11:59より1分間流したのちアナログ終了お知らせ画面へ切替し、同日24時=翌4月1日0時を以てアナログテレビ完全停波）され、日本全国で完全デジタル化が完了した[注 13]。これで、日本のアナログ放送は完全に廃止され、約59年の歴史に幕を閉じた[注 14]。

#### 備考
- 全国に先駆け鹿児島県鹿児島市の一部地域でサービスを行っているかごしま光テレビは2008年7月で地上アナログ放送の再送信を終了し、テレビの完全デジタル化を完了した[24]。
- テレビ東京は、2009年2月にすべての番組（15分以下の番組を除く）内で告知テロップを表示した。本編中、4:3番組では映像中に挿入し4:3レターボックス番組では下側の黒帯部分に表示した。生放送番組でも告知テロップは4:3レターボックス放送と同じものを表示していた[25]。同年7月にも15分以上のすべての番組で告知テロップを表示した[26]。
- 2008年11月27日、「日本再建のため行革を推進する700人委員」[27]の研究会で地デジへの移行に際して「アンテナの改修が必要な場合があることの説明が足りないのではないか」など説明不足を指摘する意見が出た[28]。
- アナログ放送終了1年前の2010年7月24日には、「地デジカ大作戦」というイベントが東京都千代田区を始めとする全国で開催された（このイベントは2010年7月9日に発表された）。
- 当初、NHKと民放は総務省の方針により2011年6月30日をもってアナログ放送における通常番組を停止し、7月1日以降は通常番組をすべてデジタル放送となる予定であった。しかし日本民間放送連盟（民放連）がこの方針に反発したため、民放各局はアナログ放送は移行期間を設けずに7月24日の停波まで通常番組を放送する方針を固めた。ただしデジタル放送完全移行後はアナログ放送対応テレビではスノーノイズ（砂嵐）しか映らなくなるため、このイメージを2011年1月中にも地上アナログ放送終了告知番組で繰り返し流し始め混乱を防ぐ対策を取ったほか、東日本大震災による中断期間があったものの告知番組の枠も徐々に拡大し周知を図った。民放連はアナログテレビ放送本編の終了時期を明確にしていないNHKにも同調を求めていった結果、2011年1月19日にはNHKも停波まで通常番組を放送する方針を固めた。ただし、通常の放送画面に停波を知らせる字幕をかぶせた形で放送を行うとしていた（画面の上下の余白に表示されている停波のお知らせも継続して表示）[29][30][31]。
- 2011年1月以降は地デジ完全移行に向けての予行演習として「アナログテレビ放送の一時停波を都道府県単位で行う」方針が総務省より発表された。1月末は地デジ受信機の世帯普及率が全国最下位の沖縄県において、在覇民放テレビ3局（RBC・OTV・QAB）が在宅高齢者の視聴割合が高い昼間の1時間程度アナログ放送における通常番組を一定時間停波。デジタル画面では通常番組を放送し、アナログ画面では「砂嵐」映像や居住都道府県のデジサポ電話番号を表示した画面を流して地デジへの早期移行を促した。この実験は当初は全国一斉に行われる予定だったが、番組編成が局及び系列毎に異なり実施時間の調整が難しいことから、都道府県単位や中継局単位による実施に改める形で全国のNHK及び民放TV各局に対し「地デジ完全移行に向けた予行演習（リハーサル）の実施」を求めていく方針であった[32]。
- 最終的にNHKと民放連はそれぞれ7月1日付けの放送開始から24日正午までは通常放送の画面の上にじゅうたん（透かし）を入れる形でアナログ放送の終了告知のテロップ（「アナログ放送終了まであと○日」など）を入れ、同日午後から25日0時の完全停波までは放送電波の送出を完全停止させてブルーバックの画像だけを表示した[33]。被災3県ではじゅうたん表示を2012年3月12日に始めて、3月31日正午にアナログ放送での通常放送を終了し、1日の0時までに完全停波され、日本全国で完全デジタル化が完了した。

### BSアナログ停波の時系列
BSアナログ放送も地上波アナログと同時に終了したが、普及が芳しくなかったMUSE方式のアナログハイビジョン実用化試験放送は地上デジタル化に先行して終了した。
- 2000年
  - 11月30日 - アナログハイビジョンの実用化試験放送に参加していた民放各局が離脱。この日以降、アナログハイビジョンはNHK単独となる。
  - 12月1日 - BSデジタル放送を開始。
- 2005年3月31日 - World Independent Networks Japan（←クラブコスモ←セント・ギガ）がアナログでの独立音声放送を終了（ラジオ放送ではあるが、アナログWOWOWの多重音声を用いていたため、便宜上ここに記載する。なお、同局は後の2007年11月14日に委託放送業務の認定取り消し処分が執行された）。
- 2007年9月30日 - MUSE方式のNHKアナログハイビジョンが放送を終了。
- 2008年
  - 5月1日 - NHK アナログBS1・NHK アナログBS2でチャンネルロゴの下に「アナログ」の文字を表示（フォントは地上アナログ放送とは異なる）。
  - 5月9日 - WOWOWのBSアナログ放送用デコーダーの新規申し込み受付を終了（BSデコーダー所持者のBSアナログ放送のWOWOWへの再加入は2011年5月31日まで可能だった）。
- 2010年
  - 3月下旬 - NHK アナログBS1・NHK アナログBS2でBSアナログ放送終了告知の1分間のスポットを一部時間帯で通常の番組案内を差し替える形で告知を開始。
  - 7月13日 - NHK アナログBS2で画面下の黒帯の部分にロールスーパーでBSアナログ放送終了告知のテロップの表示を開始（日中の時間帯で16:9レターボックス放送時のみ。形式は地上波のアナログ総合テレビと同じだが、表示内容は異なる）。
  - 10月1日 - WOWOWのアナログ放送で画面右上に「アナログ」の表示を開始（フォントは地上アナログ放送と似ているが、垂れ字〈スランプフォント〉にはなっていない。）。
  - 10月25日 - NHK アナログBS2で終了告知テロップ（NHKアナログ終了コールセンターの受付電話番号のみ）の常時表示開始（コールセンターの受付時間中のみ表示）。なお、NHK アナログBS1でも同年12月から同様の常時表示を開始。表示形式は地上波のアナログ総合・教育テレビと同じパターン。
- 2011年
  - 3月31日 - NHK衛星第1テレビジョン・NHK衛星第2テレビジョン・NHKデジタル衛星ハイビジョンの放送を終了。
  - 4月1日 - NHKデジタル衛星ハイビジョンがNHK BSプレミアムに改称、同時にハイビジョン化したNHK デジタルBS1・NHK デジタルBSプレミアムの放送開始。アナログ放送では暫定的に衛星第1だったチャンネルにBS1、衛星第2だったチャンネルにBSプレミアムを放送し、地上アナログ放送と同じフォントで「アナログ」と表示。大きさは地上波の総合・教育の2倍となった。
  - 6月30日 - この日までにデジタルWOWOWに移行しなかったアナログWOWOWの視聴契約が、この日限りで強制解約となった。
  - 7月24日 - 地上波と共に正午を以って民放テレビ局127局のうち115局にはアナログ3波の放送を終了し、24時までに停波した[34][35]。いずれも最終クロージングは無し。

### アナログ放送最後の映像
アナログ放送停波直前に流された映像（いわゆるクロージング）は放送局によって様々だが、大きく分別すると次の種類になる。
停波当日の現行のクロージング
- クロージング中にアナログ放送終了を告知した放送局

フジテレビ・テレビ朝日・中部日本放送・新潟放送・山形放送・チューリップテレビ・福井テレビ・長野朝日放送・テレビ信州・熊本県民テレビ。
信越放送は通常のクロージングのBGM・ナレーションを差し替えた他、本社・送信所の鉄塔・機材の写真も映っていた。
テレビ朝日はデジタル放送視聴方法のテロップにアナログ放送終了告知のメッセージを重ねる形で差し替えていた。メッセージ書き換え前のバージョンは同局の公式YouTubeにて公開されている。
- クロージングの最後でアナログ放送終了を告知した放送局

TBSテレビ・テレビ愛知・青森朝日放送・高知さんさんテレビ・東海テレビ・北海道文化放送・秋田テレビ・テレビ神奈川・山口放送・長崎文化放送・テレビ金沢・琉球朝日放送・テレビ新広島・沖縄テレビ（オープニング、全体的に未発掘）。
テレビ愛知はそもそも開局以来の物であった。
青森朝日放送ではチャンネルロールの後の文言のみ差し替えた。
テレビ新広島は終盤の局名告知の部分のみ流した。
沖縄テレビは通常のオープニングを使用。
- アナログ放送終了を告知しなかった放送局

テレビ東京・TOKYO MX・NHK長野放送局・富山テレビ・福井放送・テレビ新潟・新潟テレビ21・広島ホームテレビ・鹿児島放送・山口朝日放送・北陸放送・北陸朝日放送（いずれも未発掘）。
過去のクロージング
あえて過去のクロージングを使ったため、広い意味では後述の特別クロージングにも含まれる。
日本テレビの「鳩の休日」・中国放送の「中国地方の子守唄」・長野放送・秋田放送・山梨放送・TVQ九州放送（福岡本局のみ）テレビ長崎（過去のオープニング）。
アナログ停波特別クロージング
アナログ放送完全停波のために特別クロージングを製作した放送局も多く、特に在阪テレビジョン放送局については5局全局が放送した。
内容は、概ね次の6種類に分類される。
- 過去のクロージングの再編集

毎日放送。
同局公式YouTubeにも公開されている。
- お天気カメラ

関西テレビ・札幌テレビ・仙台放送。
このうち、関西テレビ・札幌テレビは映像も生中継のうえ、アナウンスとコールサイン読みも生放送であった。
また、フジテレビ系列では、準キー局の関西テレビが、神戸市の映像の場面で、「16年前の震災から復興を遂げた神戸。被災した東北の街が、一日も早く復興することを願っています。」とアナウンスしたところ、その「被災した東北の街」の系列局・仙台放送が、それに返すかの如くお天気カメラクロージングを放送した。
- 歴史

中京テレビ・朝日放送・テレビ山梨・RKB毎日放送・九州朝日放送・テレビ西日本・東北放送・ミヤギテレビ・テレビ愛媛・愛媛朝日テレビ・サガテレビ（一部発掘）。
歴史の映像としては、中京テレビは「1970年代の名古屋市内と東山タワー・旧社屋(2011年の放送当時は使用していた)」、朝日放送は「大阪テレビ放送時代と朝日放送（法人としては現：朝日放送グループホールディングス、放送局としては現：朝日放送テレビ）に社名を変更して以降のそれぞれの社屋の写真」、テレビ山梨とミヤギテレビは「自社制作番組の映像」、東北放送・九州朝日放送・テレビ西日本・テレビ愛媛は「本社建物と送信所の映像」、RKB毎日放送は「福岡県の歴史（過去のニュース映像）」、愛媛朝日テレビは「開局当時の映像と愛媛県の風景」、サガテレビは「過去の佐賀市内の商業施設」。
なお、アナログ放送終了後（2012年4月1日）にサービスを開始したNOTTVが、2016年6月30日正午を以ってサービスを終了する直前に10分間放送した特別番組「NOTTVのキセキ」は、このうちの「自社制作番組の映像」に該当する。
- 完全デジタル時代の始まり

読売テレビ・山陰中央テレビ・長崎国際テレビ。
それぞれ「デジタル放送が独り立ち」のナレーションと「テレビは完全新時代へ」のテロップ、「テレビは新時代へ」のナレーションで25日のデジタル完全移行を示唆した。
読売テレビと山陰中央テレビは開局当時の映像も流しており、上の「歴史」にも当てはまる。
- カーテンコール

テレビ大阪。
同局マスコットのたこるくんが謝辞を述べた。
同局公式YouTubeにも公開されている。
- 環境映像

テレビ北海道・静岡放送・北日本放送・あいテレビ・琉球放送。
等多岐にわたり、複数の要素を持たせたものも多い。なお、琉球放送は映像を流している途中で強制終了するトラブルに見舞われた。なお、秋田放送・テレビ山梨・テレビ長崎は白黒で特別クロージングを流した。
静止画（ほとんどはブルー）のクロージング
メ〜テレ・北海道放送・北海道テレビ・東日本放送・日本海テレビ・サンテレビ・京都放送・南日本放送・三重テレビ・岐阜放送・テレビ埼玉・岡山・香川のテレビ局全局・山形テレビ・静岡朝日テレビ・静岡第一テレビ・新潟総合テレビ・とちぎテレビ・熊本放送・大分放送・鹿児島テレビ（ブルー）・山陰放送（ブラック）・テレビ大分・さくらんぼテレビ・千葉テレビ（ホワイト）・鹿児島読売テレビ・南海放送・テレビ山口・テレビ宮崎（カラー静止画）
未確認
四国放送・テレビ熊本・大分朝日放送・熊本朝日放送。
熊本朝日放送は過去のクロージングを再編集した特別クロージングを放送したと言われているが、真偽は不明。もしこの情報が真説だった場合は上の「過去のクロージングの再編集」に当てはまる。
アナログ放送終了受け付け画面（ブルースクリーン）の状態で停波
- アナログ放送終了受け付け画面（ブルースクリーン）にコールサインなどを表示した放送局

宮崎放送・テレビユー山形・青森テレビ・テレビ静岡・奈良テレビ・高知放送・テレビ高知。
- コールサインなども流さずに強制終了した放送局

NHK（長野総合テレビジョンを除く）・群馬テレビ・岩手県のテレビ局全局・福島県のテレビ局全局・WOWOW・青森放送・秋田朝日放送・広島テレビ・NHK新潟放送局・放送大学・石川テレビ・びわ湖放送・テレビ和歌山・TVQ九州放送。
アナウンスやテロップは「これでアナログ放送を終了します」「長年のご視聴ありがとうございました」「これからはデジタル放送でお楽しみ下さい」というものが多かったが、新潟放送・山陰中央テレビ・北海道放送・テレビ埼玉等「これでアナログ放送の電波を停止します」とアナウンス・テロップ表示するクロージングも少なからず存在した。
NHK（長野総合テレビジョンを除く）とあるが、これはNHK長野のみ独自で「JONK-TV、NHK長野 総合テレビジョンです。」と放送した後、停波したためである。

## 移行後の問題
地デジ化は被災三県を除いて概ね混乱なく予定通り完了したが、いくつかの問題も生じた。

### 移行できなかった世帯
2015年3月20日、総務委員会において梅村早江子衆議院議員（日本共産党）は、2011年7月のアナログ放送終了までに中継局整備が間に合わなかったなどの理由により地上デジタル放送に移行できなかった世帯は約16万世帯、アナログ放送終了によって新たに難視聴になった地域で、ケーブルテレビへの加入を余儀なくされた世帯は約2万世帯になったと指摘し、「利用料金が高額なケーブルテレビ事業者もあり、政府は軽減策をとれないのか」と述べた。

### 共視設備経営難の問題
共同受信施設の経営難も問題となっている。埼玉県小鹿野町では町の人口約1万人の25％ほどに当たる1200世帯が難視聴地域で、共同受信施設を通してテレビ視聴を行っているが、設備の老朽化による修理費や固定費、会員数の減少などで各組合は毎年100万円超の赤字で経営難の状態が続いている。施設の組合長は「利用料金の値上げを検討したが、年金生活の一人暮らしの高齢者が大半のため困難。会員数も年々減少している。高齢者は地上波テレビが日常の情報源と娯楽であり、体制を維持したい」と述べ、別の施設関係者は「光テレビ視聴への切り替えも検討中だが、月額費用が高額なためテレビ視聴を諦める住民が出てくる可能性がある」と語っている。

### ケーブルテレビの区域外送信問題
地デジ化を契機にケーブルテレビへの区域外再送信を認めない例が多くなり、それらのケーブルテレビ受信世帯ではアナログ時代よりも見ることができる放送局が減ってしまった。一部のケーブルテレビ局では、加入者の減少対策として放送対象地域外の放送局の電波が提供地域の全世帯までに届いていればその放送局の区域外再放送を行う局もあった。

### アナログテレビの大量廃棄
地アナ放送廃止を控え、大手家電メーカー各社はアナログチューナーのみ搭載の受像機および録画機の生産を2000年代後半に打ち切った。なお、これらには総務省が定めた「2011年アナログテレビ放送終了」ステッカーが出荷時に貼られていた。
家電リサイクルの面でもアナログテレビの大量廃棄が問題となる。電子情報技術産業協会の予測では、2007年 - 2013年の排出量の総数は約6,428万台と見込み、特に停波直後の2011年には約1,800万台に達し、2006年度の約2倍とされている。

### 電機メーカーの戦略ミス
「地デジ特需」の終了により、オーバーな大型投資を繰り返していた国内電機メーカーは深刻な不振に陥った。海外のデジタル化も視野には入れていたのだが、レーガノミクス以来の輸出減少傾向やリーマンショックも受けて電子産業は2013年に貿易収支が赤字になり、地デジ化と時を同じくしてテレビ・パネルは海外から輸入するものに変わっていった。

### ラジオのワイドバンド機能
VHF1〜12chテレビサウンド対応のラジオや、ラジカセの中にはさらにUHF13～62chにも対応しているものがあったが、アナログテレビ停波後は全く無意味となってしまった（ただし、デジアナ変換を利用すれば聞くことは可能だった）。ポケットラジオでも「FMワイドバンド対応。テレビのVHF1〜3ch(チャンネル)音声が受信可能」とある製品が多かったが、地デジ化に伴い受信は不可能となり、これらの機種は90 - 108MHzでラジオ放送が行われている国でしか意味を成さなくなっていた（日本以外のアジアやアメリカなど。超短波放送参照）。
2014年（平成26年）12月からは、AM局の放送をFM波でサイマル放送する「FM補完中継局」で90MHz〜95MHzの使用を開始しているため、ワイドバンド対応ラジオも日本国内で再び意味を成したことになったものの、用途は異なる。この機能が事実上使用できなくなることで、全日本視覚障害者協議会は「国策のためにテレビから置き去りにされ、寂しい」とFMラジオでテレビ音声を聴取してきた視覚障害者が不便になるとしている。厚生労働省の2006年の調査では視覚障害者の情報入手手段として全体の66.0%がテレビを挙げており、テレビ音声をラジオで聞いている視覚障害者が多かった。
片山善博総務大臣（当時）は2011年6月の国会答弁で「周知で済むものではない」と指摘、地上デジタルの音声を聴取できるラジオ受信機の開発を、メーカーに働きかける方針を示している。こうした動向を受けて、加美電子工業とアステムが、地上デジタルテレビの音声を聴取できる受信機を開発し、発売されたほか、各家電メーカーからもワンセグを受信することで、地上デジタルテレビの音声を聴取できるラジオが発売されている。

### リパック
前述の通り地上デジタル放送は地上アナログ放送でも用いられたUHF帯の一部（13 - 52ch）をそのまま用いて放送するが、地上アナログ放送との混信防止のために53 - 62ch帯を暫定的に用いた中継局やこのことで受信障害が発生した中継局が存在した。その結果13 - 52ch帯への集約と受信障害解消のため、一部地域ではデジタル中継放送局のチャンネル（周波数）を変更することが必要になった。この様なデジタル放送チャンネルの変更・移動を一般に「リパック」（先述の「アナアナ変換」に対して、「デジデジ変換」とも)と呼んでいる。
リパックは2012年7月24日（東日本大震災の被災3県と被災県以外の一部中継局（高千局など）では2013年3月31日）までに実施されたが、地上デジタル放送受信機ではチャンネルの再スキャンが必要になるほか受信設備がリパック後のチャンネルに非対応の場合、設備の改修や交換が必要となる。

## 一部での移行延期

### 東日本大震災による被災3県での移行延期とその問題
2011年3月11日に発生した東日本大震災（東北地方太平洋沖地震）による被害に伴い、同年4月、総務省で被災3県（岩手・宮城・福島）での地上アナログ廃止を延期する方向で調整し同年4月20日に正式に発表され、後に岩手・宮城・福島における地上アナログテレビ放送終了期日は「2012年3月31日」とすることが正式決定された。
被災地に存在するテレビ・ラジオの放送設備では親局はすべて稼動しているが一部の中継局が被災しており、テレビ中継局63箇所（茨城23、宮城20、岩手16、山形2、福島2）とラジオ中継局2箇所（福島2）が停波中（同年3月15日10時現在）と総務省より同年3月15日に公表された。また震災によって地上デジタルテレビ放送の普及活動が停止している他、被災地域では難受信地域の共同アンテナの損壊や流失が起きており、これに伴う措置として総務省は7月24日に予定されていた地デジへの全面移行を岩手・宮城・福島の3県については半年から1年延期する方向で調整を開始、前述3県や関東地方、長野県で被災しデジタル・アナログ共に視聴できなくなった世帯や施設に対しては地デジ難視対策衛星放送を見られる様にした。

### デジアナ変換
アナログ再放送継続に関する暫定処置として、ケーブルテレビや光放送（フレッツ・テレビなど）では2015年3月31日までアナログテレビでも地上波が視聴できるようにセンター施設が受信したデジタル放送の信号をアナログ放送の形式に変換し、有線放送等で再放送を実施していた。使用されるチャンネル番号はほとんどのケースでアナログ時代に使用されていたチャンネル番号をそのまま引き継いで再送信された。

#### 経緯
2009年1月、2011年のアナログ放送停波に伴いケーブルテレビ局を通じデジタル放送をアナログ変換し再送する暫定的措置（いわゆるデジアナ変換）を国の予算編成で検討。2009年12月1日、デジタル放送推進協会はこの暫定措置について2015年3月31日までを期限とするとした。このことはテレビ画面でも画面外のテロップで警告された。
2010年5月14日にはeo光テレビ（ケイ・キャット）で、また2010年9月7日にはオプティキャスト（現・スカパーJSAT）がフレッツ・テレビ（及びスカパー!光（現:スカパー!プレミアムサービス光）、光パーフェクTV!）のサービスを提供する地域でそれぞれデジアナ変換サービスを展開すると発表した。
2010年7月14日より四国のケーブルテレビ会社がデジアナ変換を開始。なお、これにより、アナログ放送停波よりも前に（たとえばアナログ放送にもかかわらずコピーワンスが掛かるなどの）後述の注意事項に係る事象が発生することとなった。
なお、沖縄県の平成新局である琉球朝日放送は、2009年に宮古島・石垣島等の先島諸島（宮古列島・八重山諸島地域）に中継局がなく、デジタル用の新中継局としてようやく開局したが、地上波アナログ放送の終了が迫っており、アナログの中継局を局として開局しなかったため、地元ケーブルテレビ局の宮古テレビ・石垣ケーブルテレビがそれぞれ中継局開始当初からデジアナ変換（レターボックス16:9）として再放送を行った。
国は「早期に対策を完了させる」との方針で臨んでおり、期限当日まで放送が継続させる保証は無い状況で実施された。実際に福井県の美方ケーブルネットワークでは、2011年7月24日に開始したばかりのデジアナ変換を、同年8月31日に早々と終了させており、各ケーブルテレビ会社も国の求めによりデジタルプランへの移行を促した。前倒しで終了する局がある一方、3月末日が第18回統一地方選挙の知事選期間中に当たり、途中で打ち切ることは公職選挙法上も問題となることもあって4月中まで延期する局があったため、予定から一ヶ月遅れた2015年4月30日をもって特に混乱なく終了した。これにより、デジアナ変換は完全終了となった。
実施していたケーブルテレビ局は 総務省ウェブサイトを参照。

#### 特性
- 4:3サイズのテレビで受信する場合はレターボックス16:9になる。また4:3サイズで製作されるCMなど一部も強制レターボックスとなるため、テレビの設定によっては超額縁放送の状態となる。
- 画質はハイビジョンではなく標準画質に変換される。また、従来のアナログ直接受信や地デジチューナー経由で見るのと比べると画質がかなり劣化する。
- マルチ編成はメイン映像（第1映像）のみ視聴可能。
- データ放送・EPGは使用できない。テレビのEPGなどはデータがない旨が表示され、使用できない。またアナログ放送用のネットEPGサービスも終了されるので、使用できない[60][61]。
- Gコードは新聞・雑誌各社では掲載を2011年7月23日で終了したため、それでの録画予約も基本的にできない。ただし、インターネットのYahoo!テレビに限っては2013年末までGコードが収録された。
- HDDレコーダー（またはBD/DVD一体型）を使用した場合は地上デジタル放送のコピー制御と同等の制御信号をアナログ波にも送信する (CGMS-A) ことから原則コピー・ワンスになり、ダビング10には非対応である。
- マルチ音声はメイン音声（第1音声）のみ再生され、5.1サラウンド放送はステレオにダウンミックスされる。
- 文字多重放送（字幕放送）は表示できない。
- 一部のVHSデッキに搭載しているCMカット機能やCMスキップは使用できない。
- NHK Eテレの時報での自動時刻修正（『ぴったりクロック』や『ジャストクロック』）機能が使用できない[注 17]。
- 一部のアナログテレビチューナー搭載パソコンではCGMS-Aの仕様の関係で使用できない機器もある[62]。
- 画面外（黒帯）にデジアナ変換である旨が常時表示される（表示しないケーブルテレビ局もある）。表示方法は、画面右上に「デジアナ変換」と表示するのが基本だが、単に「デジアナ」と表示したり画面左上に表示したりとケーブルテレビ局によって様々。

### ケーブルテレビにおけるBSデジタルのアナログ放送
2024年6月現在でも西軽井沢ケーブルテレビ、CATV軽井沢ではBSデジタルをアナログ変換したチャンネルを継続中である。

## 移行対策の終了
2015年6月24日、総務省は中継局や共同受信施設の整備を同年3月末をもって終了し、地デジ難視聴対策などを完了したと発表。デジタル化に伴う新たな難視聴地域は約27万5000世帯であったが、これらの対策も終了したと発表。これに伴い、「総務省テレビ受信者支援センター」（デジサポ）は同年6月末に、コールセンターも8月末に業務を終了し、全国地上デジタル放送推進協議会も解散された。

## 地上デジタルチューナー非搭載機器の継続使用

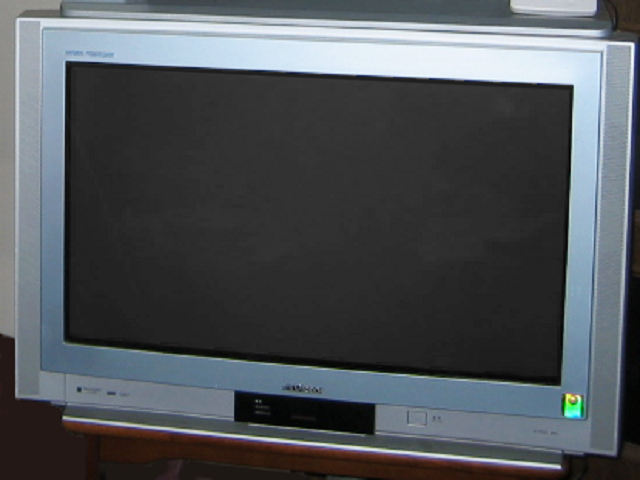
地上デジタルチューナー非搭載のハイビジョンブラウン管テレビ

地上デジタルチューナーを持たないテレビ・録画機などは地上デジタルチューナー搭載機器（単体チューナー、DVDレコーダー、テレビ、CATVセットトップボックスなど）のビデオ信号出力などを利用し、追加機器からテレビ側へ映像、音声、制御信号などを入力することで廃棄することなく継続して使用できる。
デジタル放送の利点である画像品質やアスペクト比に拘らず、また各種の機能などを必要とせずコンポジット映像信号などのビデオ信号出力を利用すれば画質と音声の劣化はあるが、多くは継続使用できる。ただし、テレビとチューナーの双方を操作する必要があることから従来のアナログテレビ単独使用と比べて利便性が低下する。録画機またはテレビのいずれか一方が地デジチューナー非搭載であっても、もう一方の機器が地デジチューナー搭載タイプであれば相補的な利用が可能となる場合がある。特にダブル以上の地デジチューナー搭載タイプであれば、録画しながら別放送を視聴も可能となる場合がある（いずれも詳細は後述）。
シャープは、地デジ黎明期に地上デジタルチューナーを搭載していないBS・110度CSデジタルチューナー搭載AQUOS専用の地デジユニットを販売していた。当時最低限の追加費用で地デジチューナー搭載AQUOSと同等の利便性を得られるのが大きな利点であった。
地上デジタルチューナー非搭載機器の多くは標準画質だが、初期に流通していた地上デジタル対応の単体チューナー、DVDレコーダー、CATVセットトップボックスはこの継続使用に特化したものはなく、ハイビジョン画質だが地デジチューナーを搭載していないアナログハイビジョンテレビなどへの接続が考慮されていたために過剰性能であり、その分高価な物ばかりだった。総務省の情報通信審議会は、電機メーカーに対し5,000円前後の特化した単体チューナーの発売を求める答申を出す方向で動いた。その後、2009年9月に5,000円を下回る価格の単体チューナーが発売される様になった。

### 地上デジタルチューナー非搭載テレビ
地上デジタルチューナー搭載の各種機器（地デジ対応HDD・DVDレコーダー又は、HDD・BDレコーダー）であって、チューナーからの映像・音声(S映像)出力端子を持つ物があれば、そこから映像・音声(S映像)コードを介して接続することで継続使用が可能である。
現存するほとんどのテレビは映像・音声(S映像)入力端子を備えているが、映像・音声(S映像)入力端子が搭載されていないテレビではビデオデッキを間に挟むか、ビデオ信号をアンテナ端子から入力可能なRF信号に変換するモジュレータ（例：マスプロ電工のAV変調器「VMD3M」）の追加が必要である。なお、NTSC規格の仕様上、旧型の白黒テレビでも利用可能である。また、集合住宅や大量にテレビが設置されている施設などではデジタル放送をアナログ放送に変換するコンバータを使用して利用する方法もある。一部のCATV事業者では、アナログ放送終了後も一定期間デジタル放送をアナログ放送のチャンネルにダウンコンバートして有線放送していた（前述）。この場合はそのCATVを利用できる環境（集合住宅などでは利用者に無料で地上波を配信していることもある）であれば、アナログ放送終了後も一定期間アナログテレビで地上波放送を視聴できた。

### 地上デジタルチューナー非搭載録画機
前述の地デジチューナー非搭載テレビと同様に、地上デジタルチューナー非搭載録画機（ビデオデッキ、CPRM対応DVDレコーダーなど）については、地上デジタルチューナー搭載の各種機器（地デジ対応テレビその他）であって、チューナーからの映像・音声(S映像)出力端子を持つ機種であれば、そこから映像・音声(S映像)コードを介して録画が行える。ただし、CPRM非対応の古いデジタル放送レコーダーでは、コピーガードのかかったデジタル放送をDVDやHDDに録画できないものがある。
VHSなどアナログレコーダーについては録画は可能（RCA端子を用い、テレビ側の出力端子とビデオデッキ側の入力端子をコードで接続する。この場合、画質は4:3サイズに圧縮された標準画質になる。）だが、コピーワンスのコピー制御がかかるため（これはダビング10施行後も変わらない）、その録画したVHSから別のデジタル録画機へとコピーすることはできない（日本の地上デジタルテレビ放送#コピー制御を参照）。
NHK教育テレビジョン（Eテレ）の時報による時刻合わせ機能を搭載している録画機器も多いが、延期されていた被災3県の地上アナログ放送が2012年3月31日に終了したので、同年4月1日以降は使用できなくなった。（被災3県を除く各都道府県は2011年7月24日に終了しているが、24日は正午をまたぐ番組「囲碁・将棋フォーカス」（11:45-12:15　地域により全国高等学校野球選手権地方大会中継差し替え）のため、実質は一部の高校野球中継差し替え地区を除き7月23日で時報放送は終了となっている）